# Vibrio anguillarum
Vibrio anguillarum es una bacteria marina que pertenece al género vibrio. Provoca una enfermedad denominada vibriosis que afecta a diferentes especies de peces con valor comercial, entre ellas el salmón del Atlántico, la trucha arcoíris y el rodaballo.

## Historia
La primera descripción de la bacteria se realizó en 1909, como agente casual de la peste roja de la anguila en el mar Báltico.

## Vibrosis
Vibrio anguillarum esta ampliamente distribuido en los ambientes marinos y provoca una enfermedad llamada vibrosis, la cual puede afecta a más de 50 especies de peces. Los síntomas consisten en la aparición de lesiones de tonalidad oscura en la piel que liberan exudados sanguinolentos y se presentan principalmente en las zonas ventral y lateral del pez. Provoca también hemorragias que afectan al intestino, bazo y músculos. Otras manifestaciones son opacidad de la córnea, distensión del intestino y obstrucción del recto por la acumulación de un líquido de aspecto viscoso.